# Мочерады
Мочерады (укр. Мочеради) — село в Шегининской сельской общине Яворовского района Львовской области Украины.
Население по переписи 2001 года составляло 115 человек. Занимает площадь 0,621 км². Почтовый индекс — 81355. Телефонный код — 3234.